# Temenice
Temenice (německy Hermesdorf) je část města Šumperka v Olomouckém kraji. Dělí se dále na Dolní Temenici a Horní Temenici.

## Historie
Pravěké osídlení okolní krajiny dokládá částečně prozkoumané sídliště z doby bronzové, konkrétně ze slezského období lužické kultury. Na lokalitě byly odkryty jámy, hliniště a pozůstatky stavby s půdorysem o rozměrech 2,4 × 2,6 metru.

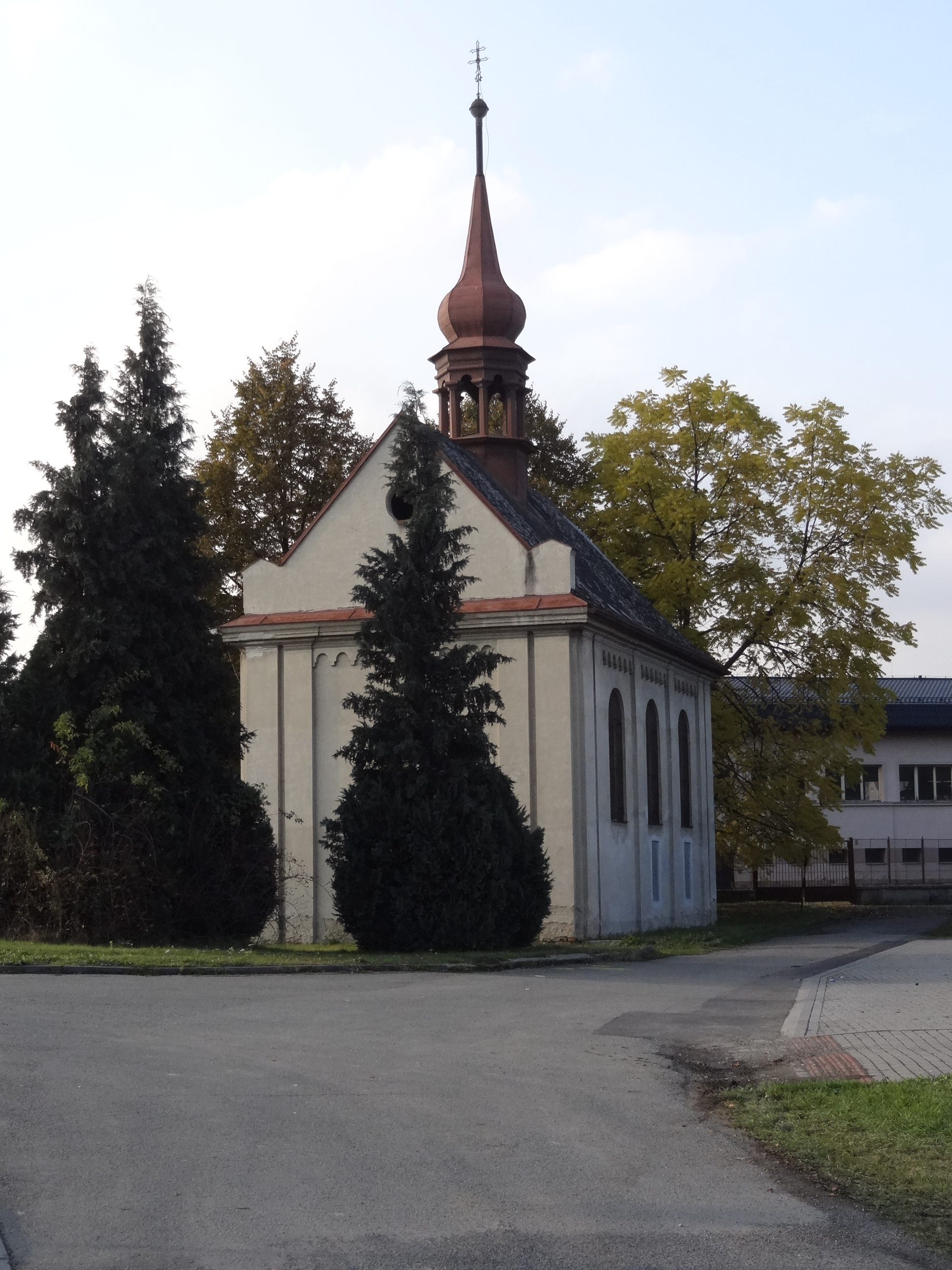
Kaple v Dolní Temenici

Ves Temenice byla založena kolem roku 1180. V roce 1239 se uvádí, že část Temenice vyhořela při požáru šumperského kláštera. V polovině 15. století se Temenice stala majetkem Benedikta z Valdštejna a v roce 1493 ji získal Jan ze Žerotína. V roce 1594 došlo k bojům s městem Šumperk o temenické zboží. Během třicetileté války byla obec v roce 1643 vypleněna a v roce 1646 okupována švédskými vojsky pod vedením generála Arvida Wittenberga.
V roce 1866 po bitvě u Hradce Králové došlo k pruské okupaci Knobelsdorfskou brigádou. V roce 1889 byly obě vesnice Dolní Temenice a Horní Temenice sloučeny do obce Temenice s celkovým počtem 2 838 obyvatel ve 232 domech. V té době byla Temenice typická šestikilometrová lesnicko-zemědělská vesnice, z toho 62 statků mělo typický dvůr franckých statků.
V roce 1905 získala firma Willibald Lubich & synové továrnu na hedvábí A. Schimitschecka v Temenici a rozšířila ji na strojní továrnu na lněné plátno s 180 tkalcovskými stavy. Zaměstnávala 400 lidí. Cihelna Hermesdorf se 100 zaměstnanci dosáhla roční celkové produkce přibližně 5 milionů střešních tašek. Byly zde také některé středně velké podniky, jako např. dílny na broušení křišťálového skla, výrobu koženého zboží, výrobu mýdla a svíček, koželužny, výroba štětců. V obci byly umístěny dvě moravské zemské vzdělávací instituce: Státní hospodářská škola a Státní zemědělská škola, která byla založena v roce 1867 v Šumperku a v roce 1875 se přestěhovala do Temenice.
Až do konce první světové války v roce 1918 byla obec součástí Rakousko-uherské monarchie a poté Československa. Po Mnichovské dohodě byla obec začleněna do Německé říše. Temenice měla v roce 1939 3021 obyvatel, z toho 361 Čechů a 30 obyvatel jiné národnosti. Obec patřila v letech 1939 až 1945 do německého okresu Mährischen Schönberg jako součást Velkoněmecké říše. Na Bratrušovské střelnici bylo německými vojáky 31. března 1945 zastřeleno 16 českých vlastenců a pohřbeno v hromadném hrobu. Těla byla exhumována v lednu 1946 a pohřbena v čestném hrobě na cestě mezi Bratrušovem a Šumperkem.
Po osvobození Československa byli v letech 1945 až 1946 téměř všichni němečtí obyvatelé odsunuti. Dne 4. května 1950 byla obec začleněna do města Šumperka. Ve stejném roce bylo založeno Jednotné zemědělské družstvo Temenice, v roce 1959 byla kolektivizace dokončena. Začátkem roku 1976 Temenice ztratila status místní části.

## Přírodní poměry
Temenice je stavebně propojena se Šumperkem a táhne se šest kilometrů podél potoka Temenec na severozápad. Obec leží na východním úpatí 632 metrů vysokého vrchu Háj.
Sousední sídla jsou na severu Bratrušov, na východě Rapotín a Vikýřovice, na jihovýchodě Šumperk, na jihozápadě Bludov a Radomilov, na západě Hrabenov a Hostice a na severozápadě Komňátka a Bohdíkov.